# Thảm sát chủng tộc Tulsa

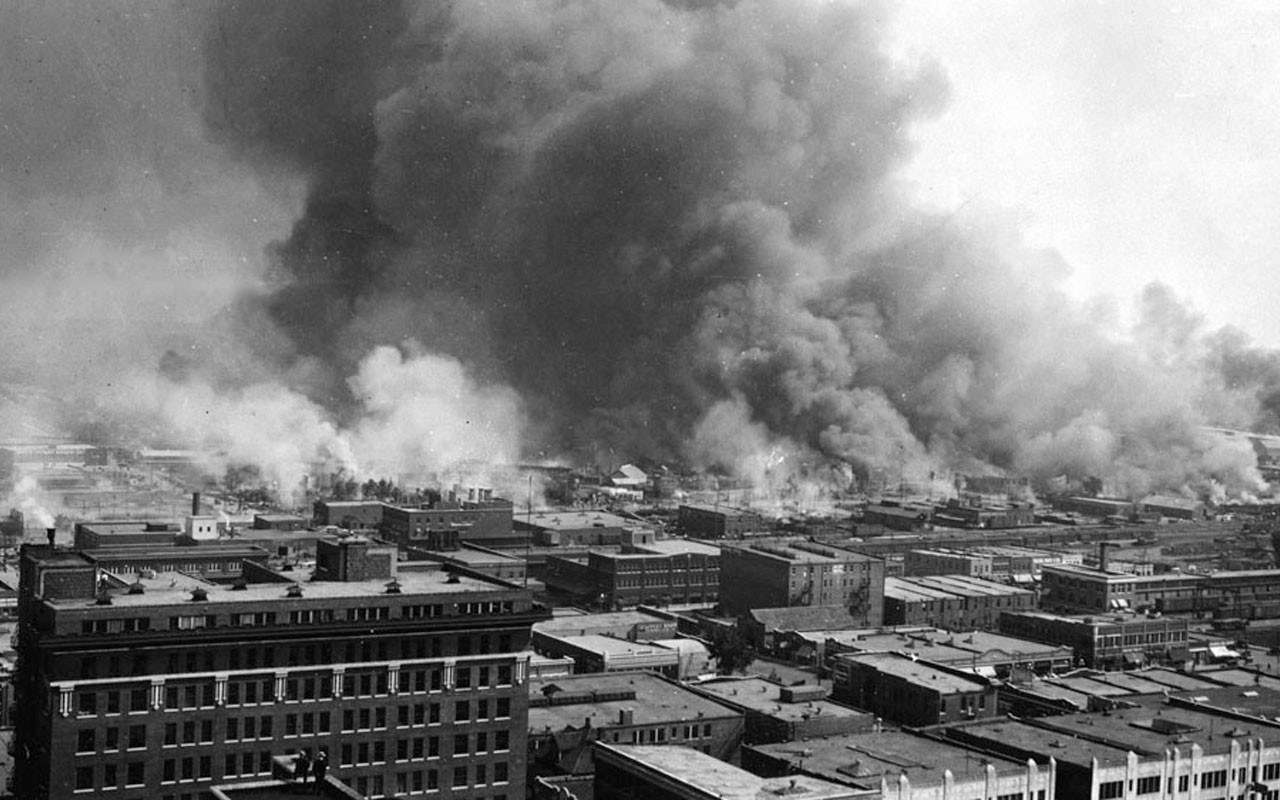
Một số công trình bị phá hủy trong cuộc thảm sát chủng tộc Tulsa

Thảm sát chủng tộc Tulsa (còn gọi là cuộc bạo loạn chủng tộc tại Tulsa, Cuộc thảm sát Greenwood hay Thảm sát Phố Wall Đen) năm 1921  diễn ra vào ngày 31 tháng 5 và 1 tháng 6 năm 1921, khi đám đông cư dân da trắng tấn công cư dân và doanh nghiệp da đen của quận Greenwood ở Tulsa, Oklahoma.  Nó được gọi là "sự kiện bạo lực chủng tộc tồi tệ nhất trong lịch sử nước Mỹ. Kể từ tháng 6 năm 2020 trong một bộ phim tài liệu gần đây của 60 Minutes, nó đã được mô tả là "  Cuộc tấn công, được thực hiện trên mặt đất và từ máy bay tư nhân, đã phá hủy hơn 35 khối nhà của quận -  lúc bấy giờ là cộng đồng da đen giàu có nhất nước Mỹ, được gọi là "Phố Wall Đen".
Hơn 800 người đã được đưa vào bệnh viện và có tới 6.000 cư dân da đen được di tản tại các cơ sở lớn, trong nhiều ngày. Cục thống kê quan trọng Oklahoma chính thức ghi nhận 36 người chết, nhưng Hội chữ thập đỏ Mỹ từ chối cung cấp ước tính. Một cuộc kiểm tra của ủy ban nhà nước năm 2001 về các sự kiện đã có thể xác nhận 36 người chết, 26 người da đen và 10 người da trắng, dựa trên các báo cáo khám nghiệm tử thi đương đại, giấy chứng tử và các hồ sơ khác.  :114 Ủy ban đã đưa ra ước tính tổng thể từ 75-100 đến 150-300 người chết.  :13, 23
Vụ thảm sát bắt đầu vào cuối ngày Tưởng niệm sau khi Dick Rowland, 19 tuổi, một người đánh giày da đen, bị buộc tội tấn công Sarah Page, người vận hành thang máy da trắng 17 tuổi của Tòa nhà Drexel gần đó. Rowland bị bắt giam. Một cuộc họp tiếp theo của tức giận địa phương da trắng bên ngoài tòa án nơi Rowland đã được tổ chức, và sự lây lan của tin đồn ông đã bị hành hình không qua xét xử, báo động các địa phương đông người da đen, một số người trong số họ đến trụ sở tòa án với súng đạn mang theo người. Đã có súng nổ và 12 người thiệt mạng: 10 người da trắng và 2 người da đen. Khi tin tức về những cái chết này lan rộng khắp thành phố, bạo lực bùng nổ.  Những kẻ bạo loạn da trắng xông vào khu phố đen vào ban đêm hôm đó và sáng hôm sau, giết chết những người đàn ông và đốt cháy và cướp bóc các cửa hàng và nhà cửa, và chỉ khoảng trưa ngày hôm sau, quân đội Vệ binh Quốc gia Oklahoma đã kiểm soát được tình hình bằng cách tuyên bố thiết quân luật. Khoảng 10.000 người da đen bị mất nhà cửa, và thiệt hại tài sản lên tới hơn 1,5 triệu đô la trong bất động sản và 750.000 đô la tài sản cá nhân (tương đương với 36915100 đô la vào 2022). Tài sản của họ không được thu hồi và họ cũng không được bồi thường.
Nhiều người sống sót đã rời Tulsa, trong khi những cư dân da đen ở lại thành phố im lặng trong nhiều thập kỷ về sự khủng bố, bạo lực và mất mát của sự kiện này. Vụ thảm sát phần lớn được xóa khỏi lịch sử địa phương, tiểu bang và quốc gia.
Năm 1996, bảy mươi lăm năm sau vụ thảm sát, một nhóm lưỡng đảng trong cơ quan lập pháp tiểu bang đã ủy quyền thành lập Ủy ban Oklahoma để nghiên cứu cuộc bạo loạn Tulsa Race năm 1921. Các thành viên được chỉ định để điều tra các sự kiện, phỏng vấn những người sống sót, nghe lời khai từ công chúng và chuẩn bị một báo cáo về các sự kiện. Có một nỗ lực đối với giáo dục công cộng về các sự kiện này trong suốt quá trình. Báo cáo cuối cùng của Ủy ban, được công bố vào năm 2001, nói rằng thành phố đã âm mưu với đám đông của công dân da trắng chống lại công dân da đen; nó đề nghị một chương trình đền bù cho những người sống sót và con cháu của họ.  Nhà nước đã thông qua luật thành lập một số học bổng cho con cháu của những người sống sót, khuyến khích phát triển kinh tế của Greenwood và phát triển một công viên tưởng niệm ở Tulsa cho các nạn nhân vụ thảm sát. Công viên được dành riêng trong năm 2010. Năm 2020, vụ thảm sát đã trở thành một phần của chương trình giảng dạy tại trường Oklahoma.